# ろ

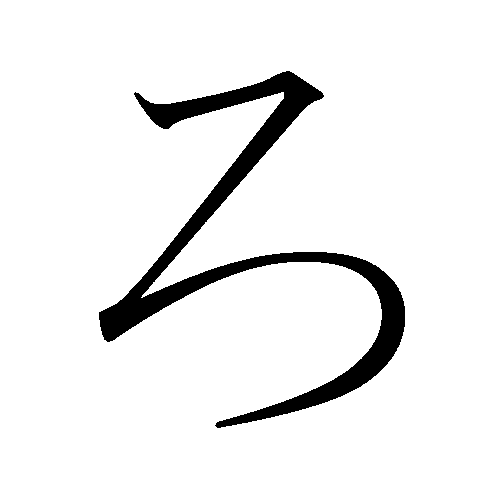
平假名ろ（清音）

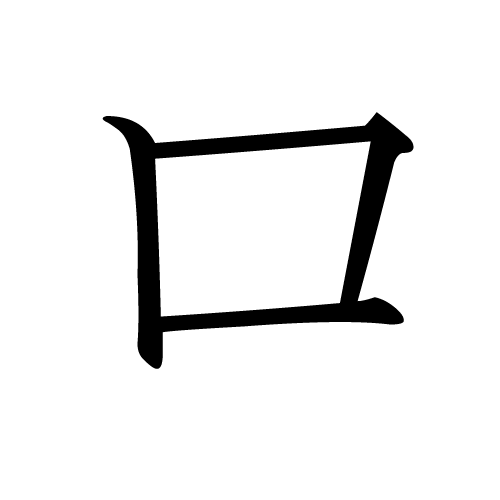
片假名ロ（清音）

平假名ろ和片假名ロ是日语的假名之一，由一个音节组成。在日语五十音图中排第9行第5个（ら行お段）的位置。

## 筆劃順序

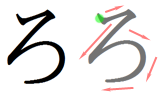
平假名ろ的筆劃順序

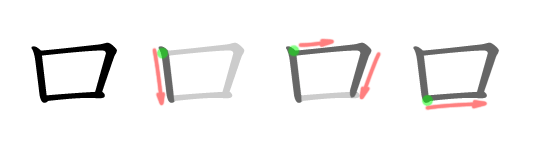
片假名ロ的筆劃順序

## 關於ろ和ロ
| 現代日語發音     | 由1個子音和1個母音形成／ɺo̞／音    |
| 五十音顺序       | 第43位                            |
| 伊吕波顺序       | 第2位，「い」之后、「は」之前     |
| 平假名「ろ」字源 | 「呂」字的草書。                  |
| 片假名「ロ」字源 | 「呂」字的上方部件。              |
| 日语罗马字       | 平文式罗马字：ro 训令式罗马字：ro |
| 点字：           | \| ●－ ●● —— \|                   |
| 通话表           | 「ローマのロ」                    |
| 摩尔斯电码       | ・−・−                            |
| ●－ ●● ——        |                                   |